# Кардинал-епископ
Кардинал-епископы, или кардиналы епископского сана являются старшими по степени среди кардиналов и прелатов Римско-католической церкви.

## Кардинал-епископы
Первоначально этот термин относился исключительно к священнослужителям, возглавлявшим шесть субурбикарных епархий, один из которых (а именно, кардинал, состоявший дольше всех остальных в чине кардинал-епископа) являлся деканом Коллегии кардиналов.
В 1965 году папа римский Павел VI установил своим motu proprio Ad purpuratorum Patrum Collegium, что патриархи восточного обряда, которые были названы кардиналами, будут также кардиналами-епископами, занимая место после шести кардиналов-епископов субурбикарных епархий (строго титулярными епископами тех епархий, которые были предоставлены папой римским Иоанном XXIII тремя годами ранее). Декан всегда обязательно должен быть одним из шести епископов субурбикарных епархий, хотя сейчас избирается из их числа, раньше обязательно деканом становился старейший по возведению в сан кардинал. Епископы латинского обряда — патриархи Лиссабона и Венеции, в то время как всегда должны быть возведены кардиналами на консистории после того, как они занимают свои епархии, становятся кардиналами-священниками, но не кардиналами-епископами.
Кардиналы-епископы — единственная степень кардиналов, которая всегда требовала, чтобы они были епископами, и в прежние времена, когда кардинал одной из более низких степеней становился кардиналом-епископом, он в этом случае посвящался в епископы. С 1962 года все кардиналы были епископами за редкими исключениями.
В течение периода, заканчивающегося в середине XX века, кардиналы-священники, которые были старейшими по возведению в сан, имели право заместить вакансии, которые возникли среди кардиналов-епископов, также как и кардиналы-дьяконы, пробывшие в этом сане десять лет, всё ещё имеют право стать кардиналами-священниками. С тех пор кардиналы были возведены в кардиналы-епископы (если бы не патриархи Восточного Обряда, никто когда-либо не присоединяется к Коллегии кардиналов, как кардиналы-епископы) исключительно папским назначением. Только фигуры близкие к папе римскому могут ожидать быть назначенными.

## Ныне живущие кардиналы-епископы
Кардиналы-епископы субурбикарных епархий в настоящее время:
1. кардинал Джованни Баттиста Ре, кардинал-епископ Остии и Сабины-Поджо Миртето, декан Коллегии кардиналов, бывший префект Конгрегации по делам епископов;
2. кардинал Фрэнсис Аринзе, кардинал-епископ Веллетри-Сеньи, бывший префект Конгрегации богослужения и дисциплины таинств, широко рассматривался как главный африканский папабиль;
3. кардинал Тарчизио Бертоне, кардинал-епископ Фраскати — бывший камерленго Святой Римской Церкви и бывший государственный секретарь Святого Престола;
4. кардинал Жозе Сарайва Мартинш, кардинал-епископ Палестрины — бывший префект Конгрегации по канонизации святых;
5. кардинал Беньямино Стелла, кардинал-епископ Порто-Санта Руфина — бывший префект Конгрегации по делам духовенства;
6. кардинал Луис Антонио Гоким Тагле, кардинал-епископ Альбано — про-префект Дикастерии по евангелизации.

26 июня 2018 года Папа Франциск в своём рескрипте «Rescriptum ex Audientia SS.MI», ссылаясь на то, что количество кардиналов-священников и кардиналов-дьяконов за последние годы увеличилось, а количество кардиналов-епископов не изменилось, для лучшего управления церковью решил увеличить количество кардиналов-епископов и возвёл в ранг кардиналов-епископов, без субурбикарных епархий, следующих кардиналов:
1. кардинал Пьетро Паролин — государственный секретарь Святого Престола;
2. кардинал Леонардо Сандри — вице-декан Коллегии кардиналов, бывший префект Дикастерии по делам Восточных Церквей;
3. кардинал Марк Уэлле — бывший префект Дикастерии по делам епископов;
4. кардинал Фернандо Филони — великий магистр Рыцарского Ордена Святого Гроба Господня, бывший префект Конгрегации евангелизации народов.

Двое патриархов восточного обряда, которые — теперь кардиналы-епископы — если точнее, то кардиналы-патриархи восточного обряда:
1. кардинал Бешар эль-Раи — маронитский патриарх Антиохии;
2. кардинал Луис Рафаэль I Сако — патриарх Вавилона Халдейского.